# Nova Esperança
Nova Esperança é um município brasileiro do estado do Paraná. Conhecida como a "capital da seda", sua população foi estimada pelo IBGE em 2018, com 27 821 habitantes.

## História
O surgimento de Nova Esperança é devido ao desenvolvimento da cultura cafeeira pós anos 30 no Norte do Paraná. Fortalecida pelos lucros auferidos com a atividade cafeeira, intensificou-se a abertura de vias e assentamento populacional na localidade de Capelinha.
Em 20 de agosto de 1951, teve seu nome alterado para Nova Esperança. Em Nova Esperança atualmente se encontra a mais expressiva produção de Casulos Verdes, sendo a mesma conhecida nacionalmente como a Capital da Seda.
Criada através da Lei Estadual n° 790, de 14 de novembro de 1951, foi instalado oficialmente em 14 de dezembro de 1952, sendo desmembrado de Mandaguari.

## Geografia
Com área de 402,587 km², representa 0,2015 % do estado, 0,0713 % da região e 0,0047 % de todo o território brasileiro. Localiza-se à latitude 23º11'02" sul e à longitude 52º12'18" oeste e fica a 550 metros de altitude.
Compõem o município três distritos: Nova Esperança (sede), Barão de Lucena e Ivaitinga.

### Demografia
Dados do Censo - 2022
População total: 26.585
- Urbana: 22.585
- Rural: 4.144
- Homens: 12.863
- Mulheres: 13.722

Índice de Desenvolvimento Humano Municipal (IDH-M): 0,748
- IDH-Renda: 0,722
- IDH-Longevidade: 0,696
- IDH-Educação: 0,850

## Infraestrutura Urbana
Em 2022, a cidade de Nova Esperança iniciou um projeto de revisão de seus códigos postais para refletir melhor o crescimento urbano e a expansão de seus bairros. Esse esforço visa aprimorar a eficiência logística e a entrega de serviços à população. Para uma lista detalhada dos CEPs atuais em Nova Esperança e suas respectivas localidades.

### Rios
- Ribeirão Caxangá
- Ribeirão Jacupiranga
- Ribeirão Anhumaí
- Ribeirão do Diabo
- Ribeirão Piúna
- Córrego Saturno
- Rio paracatu

### Rodovias
- BR-376
- PR-218
- PR-463
- PR-935

## Administração
- Prefeito: Eduardo Pasquini (2025/2028)
- Vice-Prefeito:  Carlos Roberto
- Presidente da Câmara: Brayan Oliveira Pasquini

## Ensino Superior
O município possuía a FANP - Faculdade do Noroeste Paranaense. Que iniciou suas atividades em 1997. Atualmente (2025), a faculdade encerrou suas atividades. 